# ایاز کندی
ایاز کندی یک روستا در ایران است که در بخش اسلام‌آباد واقع شده‌است. ایاز کندی ۹۸ نفر جمعیت دارد.